# Eric Duncan (chính khách)
Eric Duncan MP (sinh năm 1987) là một chính trị gia người Canada đã được bầu để đại diện cho việc tranh đua Stormont—Dundas—South Glengarry tại Hạ viện Canada trong bầu cử liên bang Canada năm 2019. Trước khi đắc cử vào quốc hội, Duncan từng là thị trưởng của thị trấn North Dundas từ năm 2010 đến 2018. Ông là nghị sĩ bảo thủ đầu tiên được bầu là đồng tính công khai.
Trong nhiệm kỳ làm thị trưởng, ông trở thành người đồng tính, và trong chiến dịch tranh cử, ông đã bảo vệ nhà lãnh đạo đảng Andrew Scheer về lập trường của mình về hôn nhân đồng giới bằng cách lập luận rằng ông sẽ không chạy nếu khuynh hướng tình dục của ông không được hoan nghênh trong Đảng Bảo thủ. Sau khi được bầu, Duncan lập luận rằng đảng nên suy nghĩ lại về cách tiếp cận các vấn đề LGBTQ để tạo tiếng vang với cử tri.

## Hồ sơ bầu cử
|                                  | Bảo thủ                          | Eric Duncan                      | 28,976 | 53.9  | +2.80  |  |
|                                  | Tự do                            | Heather Megill                   | 13,767 | 25.6  | -12.90 |  |
|                                  | Dân chủ Mới                      | Kelsey Catherine Schmitz         | 7,674  | 14.3  | +6.10  |  |
|                                  | Xanh                             | Raheem Aman                      | 2,126  | 4.0   | +1.80  |  |
|                                  | Nhân dân                         | Sabile Trimm                     | 1,168  | 2.2   |        |  |
| Tổng số phiếu hợp lệ/Hạn mức chi | Tổng số phiếu hợp lệ/Hạn mức chi | Tổng số phiếu hợp lệ/Hạn mức chi | 53,711 | 100.0 |        |  |
| Tổng số phiếu bầu không hợp lệ   | Tổng số phiếu bầu không hợp lệ   | Tổng số phiếu bầu không hợp lệ   | 533    |       |        |  |
| Tổng cộng                        | Tổng cộng                        | Tổng cộng                        | 54,244 | 64.0  |        |  |
| Cử tri đủ điều kiện              | Cử tri đủ điều kiện              | Cử tri đủ điều kiện              | 84,723 |       |        |  |
| Nguồn: Bầu cử Canada             |                                  |                                  |        |       |        |  |